# Simone Dede Ayivi
Simone Dede Ayivi (geboren 1982 in Hanau) ist eine deutsche Regisseurin. Schwerpunkt ihrer Arbeit ist die Thematik Migration und Rassismus im Theater. 

## Leben
Ayivi beendete ihr Kulturwissenschaftsstudium in Hildesheim mit einer Diplomarbeit mit dem Titel Schwarze (Selbst-)Repräsentation im deutschen Theater. In Hildesheim leitete sie das örtliche Theaterhaus. Anschließend inszenierte sie am postmigrantischen Theater Ballhaus Naunynstraße. Dort arbeitete sie mit Schauspielern of Color gegen Rollenbilder und Zuschreibungen, mit denen diese gerade am Theater, aber auch im Alltag konfrontiert werden. Mit der Performance Krieg der Hörnchen setzte sie 2012 die Verdrängung des europäischen Eichhörnchens durch das nordamerikanische Grauhörnchen in Bezug zur Migrationsdebatte sowie der Diskussion um Rassismus am Theater. Ihre Arbeit Performing Back sieht Ayivi als „eine zukünftige Erinnerungsperformance zur deutschen Kolonialgeschichte“. Sie hatte im September 2014 in den Sophiensälen Premiere.
Mit der Initiative Schwarze Menschen in Deutschland engagiert sie sich für die Offenlegung und Bewusstmachung von Verbrechen aus der deutschen Kolonialzeit.
Für Zeit Online schrieb sie 2015 als Gastautorin der Serie 10 nach 8 über Rassismus. In der taz schreibt sie regelmäßig Kommentare zu gesellschaftspolitischen Themen. Sie ist mit einem Beitrag unter 14 weiteren Autoren in dem Buch Eure Heimat ist unser Albtraum vertreten.

## Auszeichnungen
- 2022: Tabori Auszeichnung[6]

## Werke
- Identitti Rezeptionista (UA 18. März 2023 am Schauspiel Graz)
- Let‘s J̶u̶s̶t̶ Be Friends (UA 13. Oktober 2022 in den Sophiensælen)
- Wetterleuchten (UA 8. April 2022 am Theater Oberhausen)
- Zuhause ist ein Bauchgefühl. Eine Bürger*innenbühne zum Thema Kochen und Zugehörigkeit (Spielzeit 2020/21 im Schauspielhaus Graz, musste wegen der Covid-19-Pandemie ausgesetzt werden)[7]
- The kids are alright (UA 20. Oktober 2020 in den Sophiensälen)
- Solidaritätsstück (UA 27. September 2019 in den Sophiensälen)
- QUEENS (UA 21. April 2018 im Künstlerhaus Mousonturm)
- first black woman in space (UA 20. Oktober 2016 in den Sophiensälen)
- Jetzt bin ich hier (UA 9. Juli 2016 im Ballhaus Naunynstraße)
- Performing black (UA 14. April 2016 in den Sophiensälen)
- Krieg der Hörnchen (UA 2012 in der Kulturfabrik Löseke Hildesheim)[8]